# Patricia María Vásquez
Patricia María Vásquez (Malvinas Argentinas, Argentina; 2 de diciembre de 1958) es una abogada y política argentina del partido Propuesta Republicana. Es Diputada de la Nación Argentina por la Provincia de Buenos Aires desde 2023.

## Biografía
Abogada de la Universidad Católica Argentina y de la Universidad de General San Martín.
En el sector público, fue Secretaria de Estado del Ministerio de Seguridad de la Nación y Directora de la Caja de Retiros, Jubilaciones y Pensiones de la Policía Federal. Desde 2012 forma parte del partido Propuesta Republicana.
Se presentó como Diputada de la Nación Argentina por la Provincia de Buenos Aires en las Elecciones Legislativas de 2021 en el bloque Juntos, ocupó el lugar 20 en la lista. Fue electa Diputada en las  legislativas de 2023 en el sexto lugar con Juntos por el Cambio.

## Historial electoral
|  | 39,77 % |

|  | 26,53 % |